# René Van Meenen
René Van Meenen (* Drongen, 14 de janeiro de 1931). Foi um ciclista belga, profissional entre 1956 e 1967, cujo maior sucesso desportivo foi a vitória de etapa conseguida na Volta a Espanha em sua edição de 1961.

## Palmarés
| 1953 - Grande Prêmio François-Faber 1954 - Tour do Egipto - 2 etapas na Carreira da Paz 1955 - Volta à Holanda Setentrional 1958 - Bruxelas-Charleroi-Bruxelas | 1959 - Bruxelas-Charleroi-Bruxelas 1961 - 1 etapa na Volta a Espanha - Stadsprijs Geraardsbergen 1963 - Circuit Het Volk - Tour de Flandres Ocidental 1966 - Circuito da Bélgica central |